# Синекліза Конго
Синекліза Конго — одна з найбільших западин Африки, розташована в центрі континенту, на території Демократичної Республіки Конго, Республіки Конго, Центральної Африки, Камеруну, Габону та Анголи.

## Загальні відомості
Западина виконана слабко та нерівномірно дислокованими породами рифею, полого залягаючими відкладами венду (піщано-глинисті відклади з пачками вапняків та горизонтами тилітів) та фанерозою (льодовикові відклади верхнього карбону, вугілленосні нижньої пермі, пістряві континентальні утворення верхньої пермі та нижнього тріасу, вулканногенно-осадочні породи верхнього тріасу та нижньої юри). Потужність чохла приблизно 3,5 км.
Наявні поклади залізної руди, золота, алмазів.
Синеклізі відповідає западина Конго, яка має діаметр приблизно 1 000 км. Навколо западина обмежена височинами. Рельєф характеризується ярусною будовою. Найнижчий (300–400 м) та молодий ярус утворює широкі, в основному заболочені заплавні долини численних річок, які зливаються в центральній частині в єдину пласку, періодично затоплену, алювіальну рівнину. Вище прослідковується декілька рівнів терас та терасоподібне плато, що піднімається до крайових плоскогір'їв висотою понад 500 м на півночі та заході, понад 1 000 м на півдні та сході.
Улоговина дренується річкою Конго. Клімат спекотний та вологий екваторіальний, на півночі та півдні — субекваторіальний. Пересічні місячні температури від 23-25 °C до 26-27 °C. Опадів випадає від 1 500 до 2 000 м за рік. Западина вкрита густими вологими вічнозеленими та листопадно-вічнозеленими лісами.